# Немодлін
Немодлін (пол. Niemodlin, нім. Falkenberg) — місто в південно-західній Польщі.
Належить до Опольського повіту Опольського воєводства.

## Історія
На терени Немодлінського повіту були депортовані 815 українців з українських етнічних територій у 1947 році (т. з. акція «Вісла»).

## Демографія
Демографічна структура станом на 31 березня 2011 року:
|          | Загалом | Допрацездатний вік | Працездатний вік | Постпрацездатний вік |
| -------- | ------- | ------------------ | ---------------- | -------------------- |
| Чоловіки | 3269    | 619                | 2374             | 276                  |
| Жінки    | 3511    | 575                | 2233             | 703                  |
| Разом    | 6780    | 1194               | 4607             | 979                  |

## Міста-партнери
- Долина  Україна